# Arthaud (maison d'édition)
Pour les articles homonymes, voir Arthaud.
Les éditions Arthaud voient le jour en 1924, après le rachat par Benjamin Arthaud de la totalité des parts d’une librairie et maison d’édition grenobloise appartenant à la famille Rey. Aujourd’hui, les éditions Arthaud font partie du groupe Madrigall.
Historiquement spécialisées dans l'édition d’ouvrages illustrés et régionalistes, les éditions Arthaud vont devenir plus généralistes avec l’ouverture d’un bureau à Paris au 6, rue de Mézières. En 1949, Benjamin Arthaud lance la célèbre collection de livres de montagne et de récits d’aventure « Sempervivum », dirigée par Félix Germain, avec notamment le best-seller Annapurna, premier 8000 de Maurice Herzog, tout en publiant des récits puissants tel en 1945, L’enfer de Treblinka de Vassili Grossman.
Dans les années 1960, la deuxième génération Arthaud prend les commandes de la maison. Claude Arthaud oriente davantage les éditions vers les grands livres d’art. Des collections encyclopédiques sont lancées sous l’égide de Fernand Braudel, telles que « Les grandes civilisations », « L’histoire des sociétés contemporaines ». Jacques Arthaud crée avec un immense succès la collection « Mer », inaugurée par Éric Tabarly puis enrichies par tous les grands navigateurs de l’époque (Bernard Moitessier, Antoine, Loïck Peyron…).
Aujourd’hui, la maison Arthaud publie des ouvrages destinés à « explorer de nouveaux horizons avec des romans, des récits et des documents qui questionnent le monde ». Toujours très liées aux thématiques historiques mers et montagnes et édite les ouvrages de navigateurs (Florence Arthaud, Isabelle Autissier, Mike Birch…), d'alpinistes (Maurice Herzog, Reinhold Messner ou Roger Frison-Roche) et d’amoureux de la montagne tel l’ultra trailer Kilian Jornet. Avec la collection Versant intimes, de grands auteurs (Étienne Klein, Michel Butor, Philippe Claudel, Marie Hélène Lafon…) viennent expliquer le lien créatif qui les unit à leur lieu d’ancrages et aux éléments naturels. Les récits d'explorateurs (Paul-Émile Victor) et d’écrivains voyageurs (Paolo Rumiz), ainsi que des auteurs et des journalistes grands reporters « qui se donnent comme d’ analyser le monde « au-delà des limites connues et des idées reçues », L’enquête de Nicolas Legendre Silence dans les champs qui dénonce les dérives de l'industrie agroalimentaire a reçu le prix Albert-Londres 2023 .
La collection « Classiques Arthaud » rassemble les grands récits et reportages voyageurs des écrivains et journalistes français les plus prestigieux  Enfin, la collection des « Atlas poétiques », qui associe qualités littéraires et richesse iconographique, incite à rêver le monde pour mieux le découvrir. Botanistes (Francis Hallé), zoologiste (Emmanuelle Pouydebat) ou écrivain voyageur (Gilles Lapouge) nous invitent à célébrer la beauté et la poésie des espaces et du vivant.

## Historique
Vers 1870, Jules Rey, libraire de Grenoble, commence à publier des livres sur la montagne. Propriétaire d'une librairie à Grenoble, il fonde une maison d'édition en 1882. En 1922, elle est la première en France à s’équiper d’une machine d'héliogravure, et, en 1923, à utiliser l'héliochromie.
Benjamin Arthaud en devient propriétaire en 1924 en rachetant les parts de son beau-frère Alexandre Rey, fils du fondateur. En 1930, il installe un bureau des éditions Arthaud à Paris, 6 rue de Mézières dans le VIe arrondissement. À cette époque, les éditions publient diverses collections consacrées à l'histoire et à la géographie (paysages, sites, monuments…).
En 1949, il lance la célèbre collection de livres de montagne et de récits d’aventure « Sempervivum », dirigée par Félix Germain, avec notamment le best-seller Annapurna, premier 8000 de Maurice Herzog.
Dans les années 1960, la deuxième génération Arthaud prend les commandes de la maison. Claude Arthaud oriente davantage les éditions vers les grands livres d’art. Jacques Arthaud crée avec succès la collection « Mer », inaugurée par Éric Tabarly. Des collections encyclopédiques sont lancées, telles que « Les grandes civilisations », « L’histoire des sociétés contemporaines », « Littérature française » ou « Signes des temps ». Dans les années 1960 est également créée la collection « Le monde en images », éditée jusqu'au début des années 1980.
En 1977, Jacques Arthaud cède la maison à Flammarion.
En 1987, les premiers Guides Arthaud voient le jour.
En 2003, la marque Arthaud se réoriente vers les domaines de l’aventure et de l’exploration.

## Quelques collections
- « Le monde en images », années 1960 - années 1980[4]
- « Belles pages - Belles couleurs »
- « Les Beaux pays »[6]
- « Sempervivum »
- « Mer »
- « Classiques Arthaud »
- « Atlas poétiques »
- « Arthaud poche »
- « Littérature »
- « Récits »
- « Arc-en-ciel»
- « Les Grandes civilisations », dirigée par Raymond Bloch — 1960 - 1983[7]

## Principaux auteurs publiés
- Florence Arthaud
- Isabelle Autissier
- Jean-Michel Barrault
- Robert Bornecque
- Yvan Bourgnon
- Alain Colas
- Philippe Croizon
- Géraldine Danon
- Paul Dreyfus
- Claude Farrère
- Philippe Frey
- Roger Frison-Roche
- Félix Germain
- Maurice Herzog
- Philippe Jeantot
- Kilian Jornet
- Gilles Lapouge
- Pierre Loti
- Reinhold Messner
- Bernard Moitessier
- Henry de Monfreid
- Christel Mouchard
- Guillaume Néry
- Éric Tabarly
- Zoé Valdés
- Paul-Émile Victor